# DisCoNection
「DisCoNection」（ディスコネクション）は、PaniCrewのシングル。

## 概要
Panicrewの3枚目のシングルであり、メジャーデビューシングル。
2000年11月22日に日本コロムビアからCDとしてリリースされ、同年12月6日にVHSがリリースされた。
PVは以下のアーティストのヒット曲のPVをパロディにしている。
- モーニング娘。「LOVEマシーン」「恋のダンスサイト」
- L'Arc〜en〜Ciel「STAY AWAY」
- 宇多田ヒカル「automatic」「Wait&See 〜リスク〜」
- T.M.Revolution「HIGH PRESSURE」
- 椎名林檎「本能」
- サザンオールスターズ「TSUNAMI」
- globe「wanna Be A Dreammaker」
- 平井堅「why」
- 花*花「あ～よかった」
- 布袋寅泰「VAMPIRE」
- 小柳ゆき「be alive」
- ゆず「からっぽ」
- ポルノグラフィティ「ミュージック・アワー」

## 収録曲
1. DisCoNection
  - 作詞:C.Close（黒須チヒロ）,PaniCrew　作曲:オオヤギヒロオ　編曲:小西貴雄
2. BIG UP!
  - 作詞:THE KANAMORI/PaniCrew　作曲:熊谷憲康　編曲:小西貴雄
3. Beats P.C-primitive- 
  - 作曲・編曲:G.M-KAZ/PaniCrew
4. DisCoNection“Instrumental”
  - 作曲:オオヤギヒロオ